# Lijst van rijksmonumenten in Winschoten
De plaats Winschoten telt 48 inschrijvingen in het rijksmonumentenregister. Hieronder een overzicht.
Voor een overzicht van beschikbare afbeeldingen zie de categorie Rijksmonumenten in Winschoten op Wikimedia Commons.
| Object                                                                             | Oorspronkelijke functie?  | Bouwjaar                                                                       | Architect                                      | Locatie                    | Coördinaten?                | Nr.?   | Afbeelding        |
| ---------------------------------------------------------------------------------- | ------------------------- | ------------------------------------------------------------------------------ | ---------------------------------------------- | -------------------------- | --------------------------- | ------ | ----------------- |
| Deftig pand met lage verdieping onder schilddak                                    | Woonhuis                  | 1849                                                                           |                                                | Beertsterstraat 5          | 53° 8' 31" NB, 7° 2' 27" OL | 39006  | Meer afbeeldingen |
| Voorm. stadhuis                                                                    | Handel en kantoor         | 1845-'46 1849 (uitbr.)                                                         | I. Warnsinck                                   | Blijhamsterstraat 28       | 53° 8' 27" NB, 7° 2' 25" OL | 39007  | Meer afbeeldingen |
| Voorm. synagoge                                                                    | Kerk en kerkonderdeel     | 1854 1900-1925 (ramen)                                                         |                                                | Bosstraat 24               | 53° 8' 36" NB, 7° 2' 8" OL  | 39008  | Meer afbeeldingen |
| Oude Werf (De Burcht), tuinkoepel                                                  | Bijgebouwen kastelen enz. | ca. 1831                                                                       |                                                | Bovenburen 48              | 53° 9' 13" NB, 7° 1' 41" OL | 39009  | Meer afbeeldingen |
| Edens (De Volharding)                                                              | Industrie- en poldermolen | 1763 1870 (verhoging) 1985 (rest.) 1960-'62 (herst.) 2006 (verhoging)          |                                                | Nassaustraat 14            | 53° 8' 48" NB, 7° 1' 54" OL | 39010  | Meer afbeeldingen |
| Hervormde kerk (Grote Kerk of Marktpleinkerk)                                      | Kerk en kerkonderdeel     | ca. 1275 1905-'07 (rest.)                                                      | C.H. Peters en K. de Grooth (uitv.) (1905-'07) | Marktplein 1               | 53° 8' 33" NB, 7° 2' 24" OL | 39011  | Meer afbeeldingen |
| Hervormde kerk, vrijstaande toren                                                  | Kerk en kerkonderdeel     | waarsch. 13e eeuw 1930-'31 (rest.)                                             | D. Bolhuis (1930-'31)                          | Torenstraat 10             | 53° 8' 33" NB, 7° 2' 21" OL | 39012  | Meer afbeeldingen |
| Edens, molenaarswoning                                                             | Industrie- en poldermolen | 1774                                                                           |                                                | Nassaustraat 10            | 53° 8' 48" NB, 7° 1' 55" OL | 39013  | Meer afbeeldingen |
| Berg                                                                               | Industrie- en poldermolen | 1854 1950-'51 (herst.) 1978-'79 (rest.) 2000 (rest.)                           | H. Wiertsema (1950-'51)                        | Grintweg 63                | 53° 8' 55" NB, 7° 1' 29" OL | 39014  | Meer afbeeldingen |
| Molen Dijkstra (Westerhuis)                                                        | Industrie- en poldermolen | 1862 1953/54 (rest.) 1982-'83 (rest.) 1996 (herst)                             | H. Wiertsema en A. Roemeling                   | Nassaustraat 63            | 53° 8' 53" NB, 7° 1' 42" OL | 39015  | Meer afbeeldingen |
| Stoomgemaal Winschoten                                                             | Gemaal                    | 1878 1895 (uitbr.) 1983-'91 (rest.)                                            |                                                | Oostereinde 4              | 53° 9' 11" NB, 7° 4' 7" OL  | 39016  | Meer afbeeldingen |
| Evangelisch-Lutherse kerk                                                          | Kerk en kerkonderdeel     | 1836                                                                           | W. Raammaker                                   | Vissersdijk 70             | 53° 8' 33" NB, 7° 2' 10" OL | 39017  | Meer afbeeldingen |
| Voorm. rabbinaatswoning in Moorse trant                                            | Kerkelijke dienstwoning   | ca. 1900                                                                       |                                                | Bosstraat 22               | 53° 8' 36" NB, 7° 2' 7" OL  | 434381 | Meer afbeeldingen |
| Voorm. regenkledingfabriek, dubbel winkelwoonhuis                                  | Werk-woonhuis             | 1897                                                                           |                                                | Blijhamsterstraat 13-13a   | 53° 8' 29" NB, 7° 2' 23" OL | 456839 | Meer afbeeldingen |
| Voorm. regenkledingfabriek                                                         | Industrie                 | 1897                                                                           |                                                | Torenstraat 36             | 53° 8' 28" NB, 7° 2' 22" OL | 456840 | Meer afbeeldingen |
| Voorm. brandewijnfabriek Pfaff                                                     | Industrie                 | 1914 (schoorsteen) 1916 (fabriek) ca. 1922 (woning) 1952 (uitbr. fabriek)      | J. IJzer (1916)                                | bij Wilhelminasingel 99    | 53° 8' 32" NB, 7° 2' 42" OL | 521749 | Meer afbeeldingen |
| Vier woningen en een sociëteitsgebouw met bovenwoning                              | Woonhuis                  | 1906 1950-1959 (verb. sociëteitsgebouw) 1960 (verb. nr. 8) 1979 (verb. nr. 12) | Y. Jelsma                                      | Burg. Venemastraat 8-16    | 53° 8' 25" NB, 7° 2' 11" OL | 521750 | Meer afbeeldingen |
| Villa in Overgangsstijl met art-nouveau-elementen                                  | Woonhuis                  | ca. 1905 1907 (uitbr.)                                                         |                                                | Stationsweg 11             | 53° 8' 22" NB, 7° 2' 19" OL | 521751 | Meer afbeeldingen |
| Herenhuis in Overgangsstijl met eclectische, chalet- en art-nouveaustijl-elementen | Woonhuis                  | 1904 1934 (uitbr.)                                                             | K. de Grooth                                   | Stationsweg 23             | 53° 8' 23" NB, 7° 2' 7" OL  | 521752 | Meer afbeeldingen |
| Villa in eclectische stijl                                                         | Woonhuis                  | 1898                                                                           |                                                | Emmastraat 5               | 53° 8' 25" NB, 7° 2' 14" OL | 521753 | Meer afbeeldingen |
| Rijkskantoorgebouw (1928-1981: Kantongerecht)                                      | Handel en kantoor         | rond 1900                                                                      |                                                | Blijhamsterstraat 19       | 53° 8' 27" NB, 7° 2' 23" OL | 521754 | Meer afbeeldingen |
| Herenhuis in eclectische stijl met aangebouwd achterhuis en hek                    | Woonhuis                  | 1893                                                                           |                                                | Blijhamsterstraat 46       | 53° 8' 23" NB, 7° 2' 26" OL | 521755 | Meer afbeeldingen |
| Herenhuis in eclectische bouwtrant met hek                                         | Woonhuis                  | 1898 1960-1969 (garage)                                                        |                                                | Emmastraat 9               | 53° 8' 23" NB, 7° 2' 14" OL | 521756 | Meer afbeeldingen |
| Winkelwoning annex bakkerij met aangebouwde schuur (M. Fröling Jzn.)               | Werk-woonhuis             | 1905 1907 (verb.) 1921 (verb.)                                                 |                                                | Engelsestraat 14           | 53° 8' 29" NB, 7° 2' 28" OL | 521757 | Meer afbeeldingen |
| Rentenierswoning met aangebouwde garage                                            | Woonhuis                  | 1937 1953 (serre)                                                              | J. Grijpma                                     | Wilhelminasingel 20a       | 53° 8' 26" NB, 7° 2' 37" OL | 521758 | Meer afbeeldingen |
| Transformatorgebouw in een aan de Amsterdamse School verwante stijl                | Nutsbedrijf               | 1917 1926 (uitbr.) 1987 (herst.)                                               |                                                | bij Burg. Schönfeldplein 1 | 53° 8' 35" NB, 7° 2' 23" OL | 521759 | Meer afbeeldingen |
| Pakhuis/koffiebranderij                                                            | Opslag                    | 1898 1934 (verb.)                                                              |                                                | Burg. Schönfeldplein 9     | 53° 8' 34" NB, 7° 2' 28" OL | 521760 | Meer afbeeldingen |
| Woonhuis in zakelijk-expressionistische stijl                                      | Woonhuis                  | 1937                                                                           | Kruijer en Visker                              | Dr. D. Bosstraat 3         | 53° 8' 37" NB, 7° 2' 28" OL | 521761 | Meer afbeeldingen |
| Voorm. openbare bibliotheek (1933-1978)                                            | Welzijn, kunst en cultuur | 1933 1941 (uitbr.) 1978 (uitbr.)                                               | D. Bolhuis                                     | J. Modastraat 11           | 53° 8' 38" NB, 7° 2' 22" OL | 521762 | Meer afbeeldingen |
| De Koepel                                                                          | Woonhuis                  | 1934                                                                           | Kruijer en Visker                              | Burg. Schönfeldsingel 25   | 53° 8' 41" NB, 7° 2' 30" OL | 521763 | Meer afbeeldingen |
| Nia Domo                                                                           | Woonhuis                  | 1936                                                                           | Kruijer en Visker                              | Burg. Schönfeldsingel 23   | 53° 8' 40" NB, 7° 2' 30" OL | 521764 | Nia Domo          |
| Villa met neo-renaissancistische elementen                                         | Woonhuis                  | ca. 1895                                                                       |                                                | Poortstraat 23             | 53° 8' 27" NB, 7° 2' 19" OL | 521765 | Meer afbeeldingen |
| Hotel de Nederlanden                                                               | Horeca                    | 1870 1925 (verb.) 1929 (verb.)                                                 |                                                | Torenstraat 2              | 53° 8' 34" NB, 7° 2' 22" OL | 521766 | Meer afbeeldingen |
| Bankgebouw met ingebouwde bovenwoning                                              | Handel en kantoor         | 1915                                                                           | J.G. en A.D.N. van Gendt                       | Vissersdijk 4              | 53° 8' 32" NB, 7° 2' 18" OL | 521767 | Meer afbeeldingen |
| Winkelwoning annex banketbakkerij                                                  | Nijverheid                | 1898                                                                           |                                                | Venne 123a                 | 53° 8' 40" NB, 7° 2' 11" OL | 521768 | Meer afbeeldingen |
| Hotel annex sociëteit (De Harmonie)                                                | Horeca                    | ca. 1850 1890 (uitbr.) 1894 (uitbr.)                                           |                                                | Bosplein 1                 | 53° 8' 32" NB, 7° 2' 4" OL  | 521769 | Meer afbeeldingen |
| Kantoorgebouw met dienstwoning (voorm. belastingkantoor)                           | Handel en kantoor         | 1920                                                                           | mog. D. Bolhuis                                | Bosplein 2                 | 53° 8' 30" NB, 7° 2' 2" OL  | 521770 | Meer afbeeldingen |
| Voorm. gemeentehuis                                                                | Bestuursgebouw en onderdl | 1895-'96                                                                       | C.H. Peters en K. de Grooth (uitv.)            | Langestraat 11             | 53° 8' 38" NB, 7° 2' 20" OL | 521771 | Meer afbeeldingen |
| Villa met aangebouwde garage                                                       | Woonhuis                  | 1935-'36                                                                       | H. Haan                                        | P. van Dijkstraat 4        | 53° 8' 19" NB, 7° 2' 36" OL | 521772 | Meer afbeeldingen |
| Voorm. station en hoofdgebouw van de OG                                            | Transport                 | 1921-'22                                                                       |                                                | Wilhelminasingel 1         | 53° 8' 22" NB, 7° 2' 36" OL | 521773 | Meer afbeeldingen |
| Graanpakhuis in regionale expressionistische stijl                                 | Opslag                    | 1922 1927 (verb.) 1937 (kantoor) 1995 (uitbr. kantoor)                         | H. Haan (1937)                                 | Oosterhavenkade 19         | 53° 8' 26" NB, 7° 3' 20" OL | 521774 | Meer afbeeldingen |
| Expeditiekantoor met pakhuis en bovenwoning                                        | Handel en kantoor         | 1925 1955 (garage) 1956 (pakhuis)                                              | J. Heikens                                     | Renselkade 5               | 53° 8' 33" NB, 7° 2' 44" OL | 521775 | Meer afbeeldingen |
| Molen Dijkstra, molenaarswoning                                                    | Bedrijfs-,fabriekswoning  | 1862 1953 (verb.) 1990 (renov.)                                                |                                                | Nassaustraat 65            | 53° 8' 52" NB, 7° 1' 41" OL | 521776 | Meer afbeeldingen |
| Villa in een Eclectische stijl met chalet- en art-nouveaustijl-elementen           | Woonhuis                  | 1899                                                                           |                                                | Emmastraat 7               | 53° 8' 24" NB, 7° 2' 14" OL | 521778 | Meer afbeeldingen |
| Villa, tuinhuis                                                                    | Tuin, park en plantsoen   | 1899                                                                           |                                                | bij Emmastraat 7           | 53° 8' 24" NB, 7° 2' 13" OL | 521779 | Meer afbeeldingen |
| Sterrebos                                                                          | Tuin, park en plantsoen   | 1827 1907 (huidige vorm)                                                       | L.A. Springer (1907)                           | bij Boschsingel 1          | 53° 8' 31" NB, 7° 1' 50" OL | 521781 | Meer afbeeldingen |
| Sterrebos, L.W. Heikensbank                                                        | Straatmeubilair           | 1936                                                                           |                                                | bij Boschsingel 1          | 53° 8' 31" NB, 7° 1' 50" OL | 521782 | Meer afbeeldingen |
| Sterrebos, tunnel                                                                  | Weg                       | 1836 1930 (steunberen)                                                         |                                                | bij Boschsingel 1          | 53° 8' 31" NB, 7° 1' 50" OL | 521783 | Meer afbeeldingen |